# Fáy András

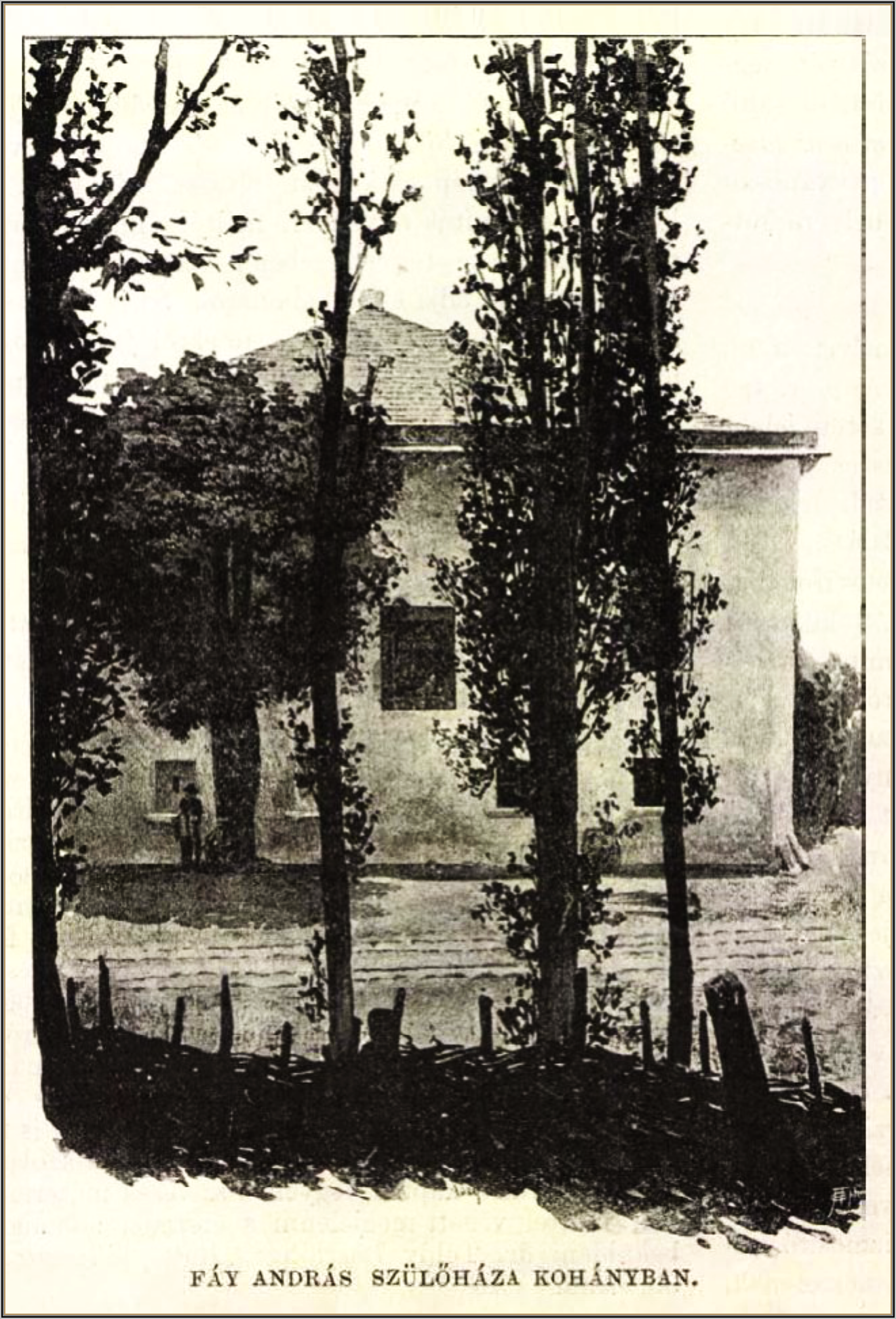
Fáy András szülőháza (Vasárnapi Újság, 1886. 26. sz.)

Fáy András (Kohány {ma: Gálszécs része, szlovákul: Kochanovce}, 1786. május 30. – Pest, 1864. július 26.) író, politikus és nemzetgazda, a magyar reformkor irodalmi és társadalmi mozgalmainak egyik legtevékenyebb alakja, a Magyar Tudós Társaság – 1840 után Magyar Tudományos Akadémia – tiszteleti tagja (1831).1837-től 1841-ig a Kisfaludy Társaság igazgatója. Mikszáth Kálmán egyik Fáy Andrásról szóló írásában írta: ha nem Széchenyit illetné „a legnagyobb magyar” jelző, akkor ez Fáy Andrásnak járna ki, és ha nem Deák Ferenc volna a „haza bölcse”, akkor Fáy Andrást illetné ez a cím; így azonban csupán „a nemzet mindenese”.

## Élete
Előkelő református nemesi fáji Fáy családból származott, apja fáji Fáy László ötezer holdas földbirtokos, anyja szemerei Szemere Krisztina. A családi emlékezet a tatárjárásig nyúlik vissza, amikor egyik őse a Muhi csatában felajánlotta lovát a menekülő királynak, aki ezért nemességet és Fái községet adományozta a családnak.

### Gyermekévei
Miután szülei 1791-ben Gombára (Pest vármegye), apai nagyapja birtokára költöztek, Fáy gyermekéveit anyai nagyszülei birtokán, Gálszécsen töltötte. Innen került 1793. május 30-án bátyját, Ferencet követve a sárospataki kollégiumba. Apja előbb egy Sinka Mihály nevű magántanítót fogadott mellé, majd a későbbi cserépfalui lelkész, Kovács István volt a nevelője. Tanulmányi eredményeiről 1794-től lelhetőek fel adatok. 1799-ben, Sárospatakot elhagyva Fáy a pozsonyi evangélikus líceumban folytatta tanulmányait, elsősorban azért, hogy a német nyelvet elsajátítsa. Innen 1803-ban visszatért Sárospatakra, ahol először bölcsészetet, majd jogot hallgatott. Jelentősebb professzorai ekkor a Kant filozófiájának kritikusaként hírnevet szerzett Rozgonyi József, és a elismert jogtudós, Kövy Sándor voltak. Kövy biztatására a kollégium joghallgatói létrehozták Pánczél vármegyét, egy egyesületet, mellyel a vármegyei adminisztrációt modellezték. Fáy András az alispáni pozíciót látta el. A „megyegyűléseken” különböző kitalált ügyek mellett az országgyűlés legfontosabb politikai kérdéseit is tárgyalta a diákság. A Kollégiumon belül ez számított az országos politikai események megvitatásának legfontosabb színterének, ami végül is az egyesület központi utasításra történt felszámolásához vezetett.
1803-ban elveszítette édesanyját, s ugyanebben az évben súlyos fertőzőbetegségben is szenvedett: a himlő nyomát élete végig viselte arcán.

### Ifjú évei
A sárospataki jogi tanulmányok után 1804-től Pesten lett joggyakornok, ahol aztán ügyvédi oklevelet szerzett kitűnő képesítéssel. Ügyvédkedés helyett azonban – atyja kedvéért – közigazgatási hivatalt vállalt: 1810-ben a pesti, 1812-ben pedig a váci járás alszolgabírója, majd szolgabírája lett. 1816-ban cigányul tanult, verseket, szótárt és nyelvtant ír cigány nyelven. 1818-ban visszavonult gombai birtokára gazdálkodni, hogy mellette életét teljes egészében az irodalomnak és a társadalmi tevékenységnek szentelhesse. Szerette az irodalmat és az írókat: sokat olvasott, anyanyelvén és latin nyelvű római klasszikusokon (Cicero és Tacitus) kívül a modern felvilágosult német, francia, s angol irodalmat, 1807-től pedig már maga is írogatott. Háza csakhamar a fiatal írók találkozóhelye lett. Rendes látogatói voltak többek között unokabátyja Szemere Pál, Kisfaludy Károly, Vitkovics Mihály és Vörösmarty Mihály, aki a híres Fóti dalát éppen Fáy szőlőjében, egy szüreti mulatság alkalmával szavalta el. Eszmék értek tervvé a kis írói körben, melynek középpontja a mindenkit szívesen látó, jókedvű házigazda volt.
Fáy mint író lépett először a nyilvánosság elé, de miután 1823-ban Pestre költözött – mint Pest vármegye tekintélyes vezetője – mindinkább a politikai és társadalmi téren fejtett ki tevékenységet. Erős gyakorlati érzékével, széles körű ismereteivel és nagy fogékonyságával igen korán, még Széchenyi előtt, fölismerte gazdasági és kulturális elmaradottságunknak az okait, s már 1825-ben egy javaslatot terjesztett be, megjelölve az orvoslás eszközeit (színház, szabad ipar és kereskedelem, jobb büntető kódex, erkölcsnemesítés, javító ház, törvénykezés és közigazgatás javítása, takarékpénztár stb.).

### Házassága
Fáynak nem volt jó véleménye a házasság intézményéről. Apja unszolására ugyan végigjárta Nógrád és Gömör vármegyék lányos-házait, azonban „nem talált” magához illő feleséget. Így aztán viszonylag későn, negyvenhat éves korában szánta el magát a házasságra: 1832 októberében vette el Sziráky Zsuzsikát (1809–1879), a fóti bíró leányát, aki  hatéves kora óta a Fáy-kúriában élt, hogy ott az úr „kinevelje magának”. A házasságkötéskor Gusztáv fiuk már kilencéves volt.

## Közéleti munkássága

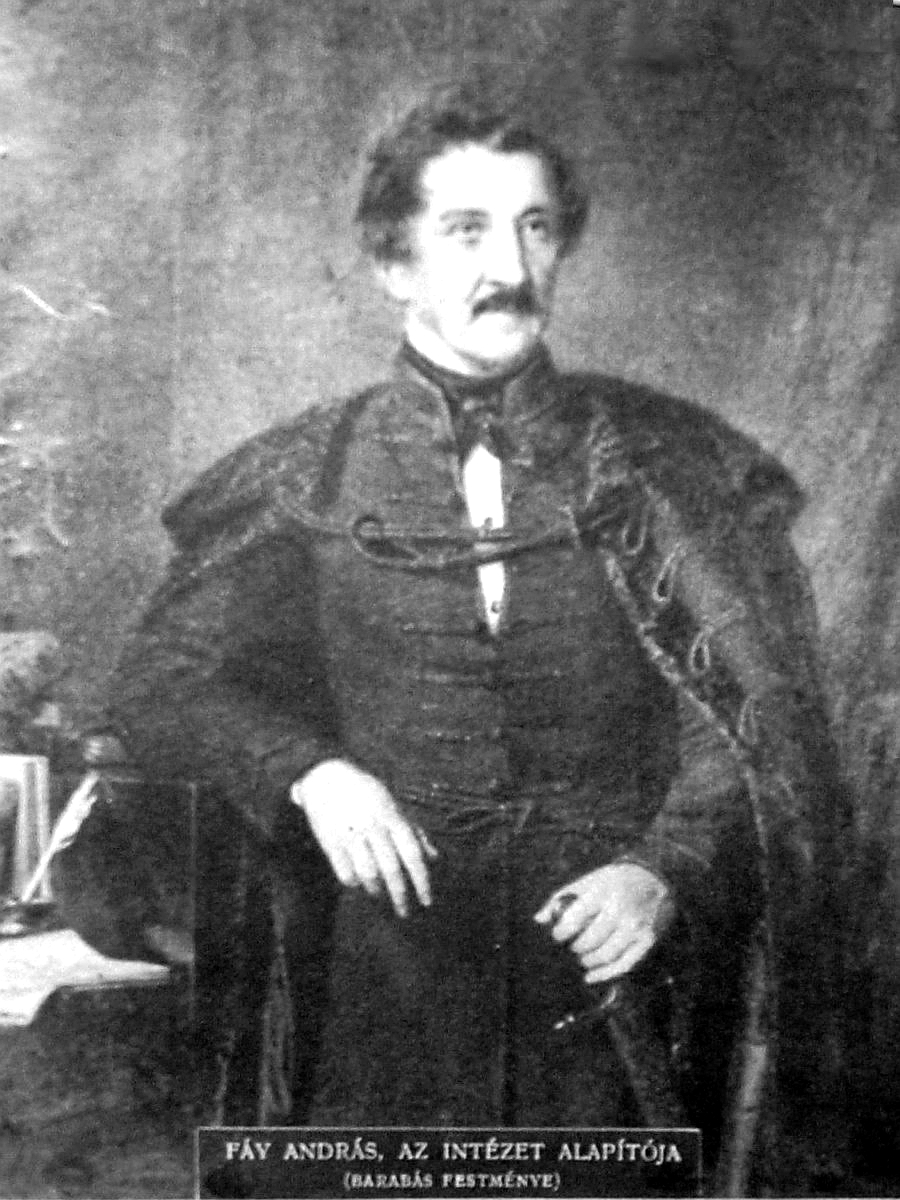
Fáy András arcképe (Barabás Miklós festménye nyomán)

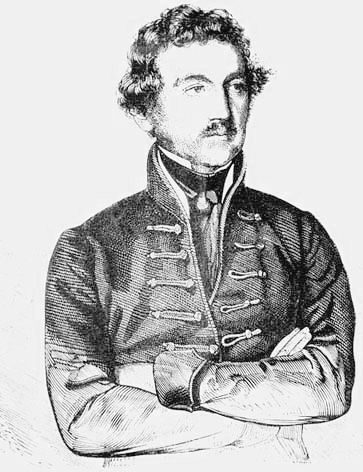
Fáy András arcképe a Vasárnapi Ujságban (1855)

Széchenyi színre lépését, különösen a Hitel megjelenését követően Fáy lelkesedéssel csatlakozott a „legnagyobb magyarhoz”, aki – felismerve benne a rokongondolkodású nemzetgazdát, akinek liberális eszméi rá is hatottak – szövetségesének fogadta. Előbb Pest vármegye gyűlésein, majd 1835-ben követté választva, az ellenzék egyik tekintélyes tagjaként az országgyűlésben szolgálta mesterkéletlen, magyaros józan beszédeivel a gazdasági és társadalmi reformok ügyét. A társadalom körében buzdítással és példaadással toborzott híveket eszméinek.
1836-ban Pest vármegye is táblabírájául választotta. Tevékenyen vett részt a kor minden kulturális és gazdasági mozgalmában. Széchenyi kedvéért belépett a Nemzeti Kaszinóba, amelynek majdnem folytonosan a könyvtárosa volt, két ízben pedig igazgatója is (1835 és 1840). Az akadémia már az első nagygyűlésen, 1831-ben tiszteleti tagjává választotta. 1845-ben az igazgatótanács tagjaként, 1847-ben pedig helyettes elnökként tevékenykedett.
A Kisfaludy Társaság szintén már megalakulásakor, 1837. február 6-án igazgatójának választotta. 1834-35-ben Döbrentei Gáborral együtt a budai színtársulat igazgatója, majd az akadémia játékszíni bizottságának tagja, amely feladatai között szerepeltette a drámairodalom fejlesztését. Fáy egész életében sokat fáradozott a nemzeti színészetért.
Részt vett a Védegylet alapításában, a Nemzeti Kör munkájában, sürgette a nevelőnőképző intézet felállítását, mert nemzeti szempontból károsnak tartotta a nevelőnők külföldről való importját. Munkásságának nevezetes köre volt a Pesten felállítandó protestáns főiskola és a két protestáns felekezet egyesítése érdekében kifejtett tevékenysége.
Több könyvet írt, mint Széchenyi István és Kossuth Lajos együttvéve. Ezen műveinek Hatása, melyek liberál-demokratikus hangvételűek s pedagógiai célzatűak voltak, beleépültek a későbbi magyar gondolkodáskörbe.

### Pesti Hazai Első Takarékpénztár
Fáy arról nevezetes, hogy tőle származik a Pesti Hazai Első Takarékpénztár létrehozásának gondolata. Ezt az eszmét nemcsak a kishitűek, de még maga Széchenyi is kétkedéssel fogadta. Fáy azonban – miután Pest vármegye 1839. március 19-ei gyűlésén megtette a felállításra vonatkozó indítványt – minden energiájával és rábeszélő képességével hozzálátott terve megvalósításához. Sikerült is összeteremteni az alaptőkét s az intézet 1840. január 11-én megkezdte működését. Fáyt az alakuláskor segédigazgatóvá választották, mely tisztséget 1848-ig megtartotta. 1847-ben indítványozta – és ez ügyben komoly előkészületeket is tett –, hogy a takarékpénztárt bővítsék ki egy életbiztosítási osztállyal is, de az idő erre nem volt alkalmas. Mindazonáltal az intézet pár év alatt nem remélt módon felvirágzott (hét év alatt 32 fiókkal bővült), kiállotta a szabadságharc viharait, s ma is egyike legnagyobb, legszilárdabb pénzintézeteinknek.

### Visszavonulása a közélettől

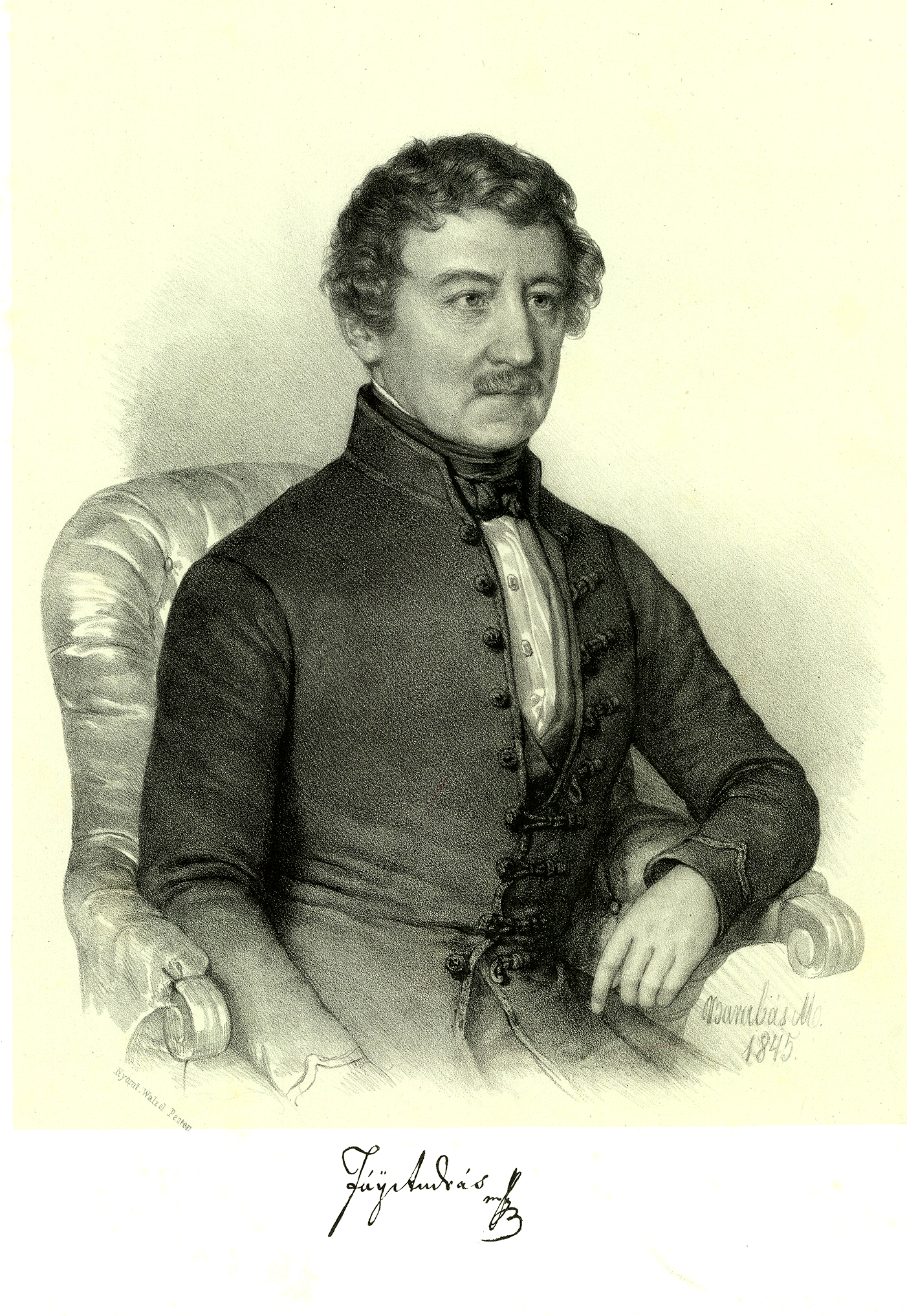
Fáy András (1845)

Fáy a fontolva haladás híve volt, elhatárolta magát minden radikális eszmétől. A szabadságharc idején visszavonult gombai birtokára: Széchenyihez hasonlóan egyszerre idegenkedett a forradalomtól és a forradalom ellenségeitől. 1849 után öregkori életét főleg az irodalomnak és családjának szentelte. Ekkor adta ki munkái újabb sorozatát. Pestre visszatérve ( 1852) az írótársadalom nagy szeretettel ünnepelte meg 50 éves írói jubileumát, az akadémia üléséből pedig üdvözlő küldöttség tisztelte meg. Számos egyesület és intézet elnöke, választmányi tagja és jótevője volt. Minden közügyi kérdés érdekelte, mindegyikhez hozzászólt és elősegítette. Szemere Pál tréfásan, de találóan a „nemzet mindenesének” nevezte; valóban egyike volt nemzetünk legdolgosabb és leghasznosabb fiainak, aki egész életét a haza javának szentelte, önzetlenül, jutalmat nem várva, sőt inkább a magáéból áldozva. Sokrétű tevékenysége során mindig higgadt, józan és praktikus maradt, egészséges észjárással, nyugodtan és jó kedvvel intézte dolgait, mert sem fáradság, sem pillanatnyi sikertelenség nem zavarta meg vidámságát, jólelkét, humorát. Méltán szolgált rá a «vidám bölcs» elnevezésre.
Fáyt a kiegyezést előkészítő Deák Ferenc is tisztelte, de politikájához a sokféle betegséggel küszködő írót és közembert már nem tudta munkakörbe állítani. Hetvennyolcadik születésnapját még szeretetteljesen megünnepelték, azonban nem sokkal később bekövetkezett halála gyászba borította az egész országot. Arany János hódolatteljes nekrológban búcsúztatta.

## Írói munkássága

### Fontosabb művei

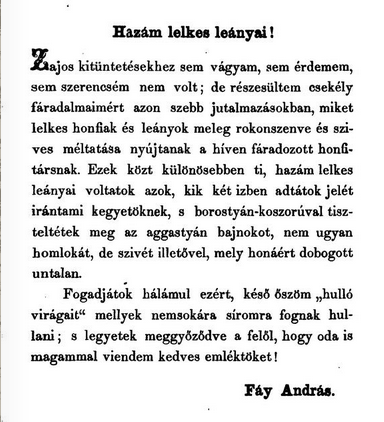
A "Hulló virágok" c. könyvének ajánlása (1861)

1802-ben jelent meg első verse a Magyar Kurírban, majd versei kéziratban terjedtek, mígnem megjelent első könyve, a Bokréta, melyel Hazájának kedveskedik F. F. A. (Pest, 1807). A dalokkal, mesékkel, epigrammákkal teli füzetet Kazinczy Ferenc buzdítására adta ki, neki is ajánlotta, Kazinczy pedig 1811-ben írt kritikát a műről. 1818-ban adta ki a Friss bokrétát. Híres íróvá azonban mesegyűjteménye tette: Fáy András eredeti meséi és aforizmái (Bécs 1820.), melynek két év után második, majd 1825-ben (Pesten) harmadik kiadása is megjelent. Az Ezópus, Phaedrus és La Fontaine által ihletett mesegyűjtemény – a hozzácsatolt aforizmákkal – a liberalizmus propagandája és erkölcsi példatára.
Hivatalos irodalmi elismerést először 1824-ben kapott: elnyerte a 400 forintos Marczibányi-féle nagyjutalmat. Az összeget a sárospataki főiskolának adományozta. 1825-ben újabb gyűjteményt adott ki: Fáy András újabb eredeti meséi és aforizmái (2. kiadása 1828-ban, lefordították németre és angolra is).
Több mint hetedfélszáz az általa írt állatmesék, parabolák, aforizmák száma, melyekbe életelveit, tanácsait, észrevételeit burkolta, nagyon sok emberi vagy nemzeti gyarlóságot és előítéletet tesz nevetségesekké. A közönség meg is értette a mesék célzásait, a korabeli példányszámok mutatják kedveltségüket. Fáy korán felismerte az idők szavát, jórészt úttörő munkát végzett, a magyar életből vett víg elbeszélés (Különös testamentom), valamint vígjáték (Régi pénzek) terén megelőzte Kisfaludy Károlyt.
Ő írta 1832-ben az első társadalmi regényt A' Béltekÿ ház címmel (2 kötetben, Pest, 1832.), amely oktatói jellegű elbeszélés, és egészséges szelleme, termékeny eszméi, valamint tősgyökeres magyar nyelvezete tisztes helyet jelölnek ki neki a magyar irodalom történetében.

### Szépirodalmi munkái
- Friss bokréta, mellyel hazájának kedveskedik Fáy András; Trattner, Pest, 1818
- Fáy András eredeti meséi és aphorizmái; ill. Pretelitzay; Pichler Ny., Bécs, 1820
- Fáy András újabb eredeti meséi és aphorizmái; Landerer, Pest, 1824
- Kedv-csapongások (2 kötetben, benne Régi pénzek és humoros novellák, Pest, 1824)
- Andreas Fáy: Originelle Fabeln und Aphorismen (Fáy András eredeti meséi és aphorizmái); németre ford. L. Petz; Ludvigh, Wien, 1825
- Hasznos házi jegyzetek (Pest, 1826)
- A' két Báthory. Históriai szomorújáték; Landerer, Pest 1827 (történelmi dráma 5 felvonásban)
- A Bélteky-ház, 1-2.; Landerer Ny., Pest, 1832
- Hasznos házi jegyzések; gyűjté Fáy András; 2., jav., megbőv. kiad.; Kilián, Pest, 1833
- Búzavirágok és kalászok (2 kötetben, 1853)
- Jávor orvos és szolgája Bakator Ambrus (regény, Pest, 1855)
- A szutyog-falviak (regény, 2 kötetben, Pest, 1856)
- A Halmay-család („neveléstani mű” regényformában, Pest, 1858)
- Hulló virágok (3 vígjáték és 3 elbeszélés)
- A vér; Magyar Szépmíves Céh, Pécs, 2011
- Állatmesék; Elektra, Érd., 2016 (Pöttöm mesék)

### Gyűjteményes kötetei
- Fáy András szépirodalmi összes munkái, 1-8.; Geibel, Pest, 1843-1844
- Érzelgés és világ folyása, beszély levelekben (Budapest 1882. – Olcsó könyvtár)
- Fáy András összes beszélyei (3 kötetben, 1883.)
- A mátrai vadászat (vígjáték 3 felvonásban, 1886. – Olcsó könyvtár)
- A külföldiek (vígjáték 2 felvonásban, 1884. – Olcsó könyvtár)
- Fáy András válogatott meséi; vál., bev. Badics Ferenc; Lampel, Budapest, 1898 (Magyar könyvtár)
- Fáy András meséi és allegóriái az 1853. évi kiadásból; vál. Tótisz András; OTP, Budapest, 1974

### A nőneveléssel kapcsolatos művei
- Próbatétel a mai nevelés két nevezetes hibáiról (Pest,1816)
- Nőnevelés és nőnevelő-intézetek hazánkban, különös tekintettel nemesek', főbb polgárok' és tisztes karuak' lyánkáira; Trattner-Károlyi, Pest, 1841
- A legegyszerűbb, természet- és tapasztalathűbb és gyakorlatibb nevelési rendszer (1835)
- Oskolai és házi növendékélet (1860.)

### Felekezeti, politikai, színügyi, közgazdasági és vegyes iratai
- Hasznos házi jegyzetek (1828)
- Fáy András–Kállay Ferencz–Jakab István: Magyar játékszini jutalmazott feleletek, a' Magyar Tudós Társaságnak 1833beli ezen kérdésére: Miképen lehetne a' magyar játékszint Budapesten állandóan megalapítani?; Magyar Kir. Egyetem, Buda, 1834 REAL-EOD
- Terve a pestmegyei köznép számára felállítandó takarék-pénztárnak (Buda, 1839)
- A Pestmegye pártfogása alatt álló hazai első takarékpénztár szabályai (Pest, 1840)
- Javaslat egy Pesten állítandó ref. főiskola tárgyában (1840)
- Óramutató (1842.)
- Kelet népe nyugaton (Buda 1842., második bővített kiadás 1892., A "Felelet" és más vitairatok Széchenyi István A' Kelet népe című könyvére, 2003)
- Kelet' népe Nyugoton; 2., bőv. kiad.; Kilian, Pest, 1842
- Jelenkorban megjelent összeállítások a hon legközelebbi teendői körül (1846)
- Az életbiztosító intézet terve (1848)
- Adatok Magyarország bővebb ismertetésére (1854)
- Az elszegényedések (Pest, 1862)
- Fáy András színészeti tanulmányai (Budapest, 1940)

A fentieken felül, a korabeli időszaki sajtókiadványokban, nagyszámban jelentek meg cikkei, melyek a magyar kultúra történetének megannyi értékes emlékei. Kéziratai az Országos Széchényi Könyvtárban lelhetők fel.

## Emlékezete
- Fáy András nevét viseli:
  - az OTP Fáy András Alapítványa, mivel a bank jogelődjének tekinti a takarékpénztárakat,
  - egy takarékszövetkezet,
  - számtalan iskola,
  - Székesfehérvár Íróutcák városrészében egy lakótelep.
- Nevét adja a Fáy András-díjnak, melyet a honvédelmi miniszter adományoz évente, a katonai gazdálkodás megvalósításában végzett közgazdasági, pénzügyi-számviteli, vagyongazdálkodási munkaterületeken nyújtott kimagasló tudományos és alkotói tevékenység elismerésére.
- Fót város egyik látványossága Fáy András 1837-ben épült, klasszicista stílusú présháza a Somlyó-hegy oldalában. Itt írta és szavalta el Vörösmarty Mihály a Fóti dalt 1842-ben, a szellemi élet kiválóságaiból álló baráti társaságának, amelyben Fáy mindig ott volt. A konyhaszárnnyal bővített, egykor zsúptetejű épület ma hangulatos vendéglő, s itt szokta tartani éves ülését a Fáy Társaság.
- 1986-ban, Fáy András születésének 200. évfordulóján, majd 1990-ben a Társaság érmét bocsátott ki Fáy András emlékére.
- 1986-ban, Fáy András születésének 200. évfordulóján kopjafát avattak Kiskunhalason, a Bajza utcában, a róla elnevezett lakótelepen. Miután a kopjafa elkorhadt,  a Pásztortűz Egyesület kezdeményezésére, az OTP Fáy András Alapítvány támogatásával 2016-ban új kopjafát állítottak, amelyet Ambrus Aladár fafaragó készített el.[8]
- Emléktábla Gálszécs (Sečovce) városában, ahol a család háza állt.[9]